# 西町 (富山市)
西町（にしちょう）は、富山県富山市にある公称町名であり、商店街となっている。郵便番号は930-0062。西町商店街と隣接する総曲輪通り商店街、中央通りさんぽ〜ろ商店街などと併せ、富山県内で最大の繁華街を形成する。

## 世帯数と人口
2021年（令和3年）9月30日現在の世帯数と人口は以下の通りである。
| 町丁 | 世帯数 | 人口 |
| ---- | ------ | ---- |
| 西町 | 41世帯 | 67人 |

## 小・中学校の学区
市立小・中学校に通う場合、学区は以下の通りとなる。
| 番地 | 小学校             | 中学校             |
| ---- | ------------------ | ------------------ |
| 全域 | 富山市立芝園小学校 | 富山市立芝園中学校 |

## 交通

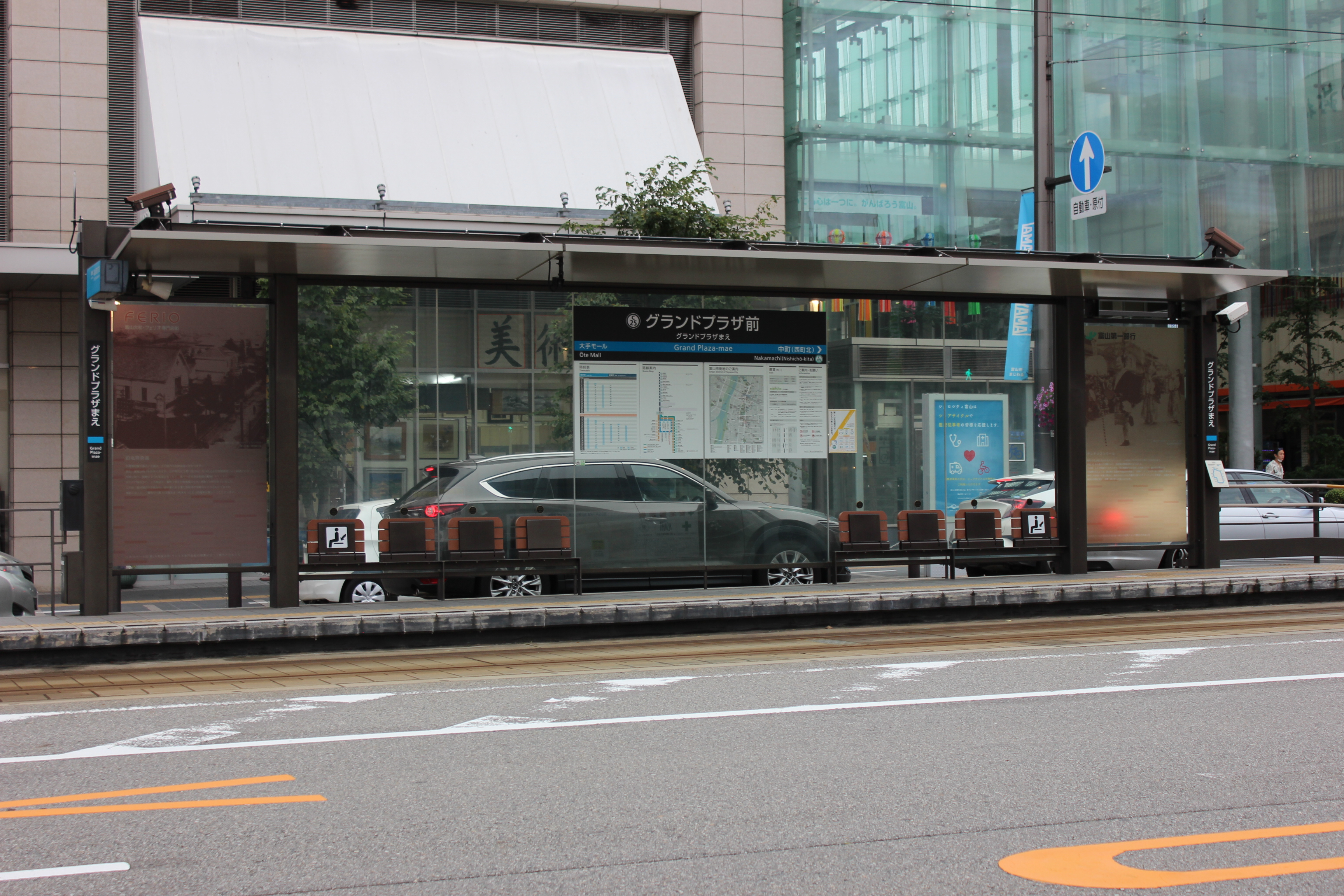
グランドプラザ前停留場

### 鉄道
- 富山地方鉄道富山軌道線 富山軌道線
  - 西町停留場、グランドプラザ前停留場

### バス
- 地鉄バス 西町バス停

### 道路
- 平和通り

## 施設
- TOYAMAキラリ
  - 富山市立図書館 本館、富山市ガラス美術館、富山第一銀行 本店
- 富山地鉄西町乗車券センター（電車・バス定期券・ICカード発売所）
- にいかわ信用金庫 富山支店